# Luigi Einaudi
Luigi Einaudi (ur. 24 marca 1874 w Carrù, zm. 30 października 1961 w Rzymie) – włoski ekonomista, dziennikarz, wykładowca akademicki i polityk, w latach 1948–1955 prezydent Republiki Włoskiej.

## Życiorys
W wieku 21 lat ukończył studia na Uniwersytecie Turyńskim. Pracował jako dziennikarz i publicysta w „La Stampa” w Turynie i w „Corriere della Sera” w Mediolanie. Był także korespondentem brytyjskiego „The Economist”. Przez wiele lat zajmował się działalnością naukową. Był m.in. kierownikiem katedry finansów publicznych na macierzystej uczelni, wykładał również na Uniwersytecie Bocconi. Pełnił funkcję redaktora naukowego „La Riforma Sociale” (1900–1935) i „Rivista di Storia Economica” (1936–1943). Był członkiem licznych krajowych i międzynarodowych ekonomicznych towarzystw naukowych.
W 1919 został powołany w skład Senatu Królestwa Włoch. Po przejęciu władzy przez faszystów zaprzestał współpracy z prasą codzienną. W latach 1943–1945 przebywał na emigracji w Szwajcarii. Po powrocie do Włoch zaangażował się ponownie w działalność polityczną. Został powołany w skład prowizorycznego zgromadzenia (Consulta Nazionale), następnie w skład konstytuanty. W 1948 został członkiem Senatu I kadencji.
W latach 1947–1948 był wicepremierem oraz ministrem finansów i skarbu, a następnie ministrem budżetu w czwartym rządzie Alcide De Gasperiego. 11 maja 1948 został wybrany na urząd prezydenta (otrzymał 518 z 872 oddanych głosów). Zaprzysiężony następnego dnia, stanowisko to zajmował do 11 maja 1955. Powrócił następnie do izby wyższej włoskiego parlamentu jako senator dożywotni, zasiadając w Senacie II i III kadencji, w trakcie której zmarł.

## Odznaczenia
- Order Zasługi Republiki Włoskiej:
  - Wielki Mistrz – ex officio (1951–1955)
  - Cavaliere di Gran Croce Decorato di Gran Cordone – 1955, po zakończeniu kadencji[4]
- Wielki Mistrz Orderu Zasługi za Pracę – ex officio (1952–1955)
- Wielki Mistrz Orderu Gwiazdy Solidarności Włoskiej – ex officio (1948–1955)
- Order Złotej Ostrogi (1948, Watykan)[5]
- Pour le Mérite (1956)[6]